# Чехословакия на зимних Олимпийских играх 1968
Чехословакия принимала участие в Зимних Олимпийских играх 1968 года в Гренобле (Франция) в десятый раз за свою историю, и завоевала одну золотую, две серебряные и одну бронзовую медали.

## Золото
- Прыжки с трамплина, мужчины — Йиржи Рашка.

## Серебро
- Прыжки с трамплина, мужчины — Йиржи Рашка.
- Хоккей, мужчины.

## Бронза
- Фигурное катание, женщины — Гана Машкова.